# Apatophysis pavlovskii
Apatophysis pavlovskii là một loài bọ cánh cứng trong họ Cerambycidae.